# Myrmecorhynchus
Myrmecorhynchus – rodzaj mrówek z podrodziny Formicinae. Obejmuje 5 opisanych gatunków.

## Gatunki
- Myrmecorhynchus carteri  Clark, 1934
- Myrmecorhynchus Emeryi  Andre, 1896
- Myrmecorhynchus musgravei  Clark, 1934
- Myrmecorhynchus nitidus  Clark, 1934
- Myrmecorhynchus rufithorax  Clark, 1934